# Čimerno
Čimerno este o localitate din comuna Radeče, Slovenia, cu o populație de 36 de locuitori.